# Вільне радіо і телебачення тисячі пагорбів
Ві́льне ра́діо і телеба́чення ти́сячі па́горбів (фр. Radio Télévision Libre des Mille Collines, RTLMC, RTLM) — руандійська радіостанція, яка вела мовлення з 8 липня 1993 по 31 липня 1994 року і відіграла значну роль у геноциді в Руанді впродовж квітня-липня 1994 року.
Назва станції походить від іменування Руанди як «Землі тисячі пагорбів». Вона отримувала підтримку з боку контрольованого урядом Радіо Руанди, яке від початку дозволяло RTLMC транслювати за допомогою свого обладнання.
Станція, що була вельми популярною серед усього населення, поширювала расистську пропаганду, спрямовану проти тутсі, поміркованих хуту, бельгійців та місії Організації Об'єднаних Націй UNAMIR. На переконання багатьох руандійців (із чим погодився Трибунал ООН з воєнних злочинів), вона відіграла вирішальну роль у створенні в країні атмосфери, зарядженої расовою ворожістю, яка уможливила геноцид. Дослідження показує, що 9,9 % насильства під час геноциду було прямо пов'язано з передачами RTLMC. Оцінки дослідження вказують, що приблизно 51 000 смертей були спричинені мовленням станції.

## До геноциду
Кантано Хабімана по RTLMC, 12 квітня 1994
«Вільне радіо і телебачення тисячі пагорбів» було засноване 1993 року і спершу почало критикувати мирні переговори, які йшли між президентом Жувеналем Габ'яріманою, чия сім'я підтримувала радіостанцію, і Руандійським патріотичним фронтом народу тутсі. Вона набула популярності, оскільки на відміну від державного радіо часто пропонувала сучасні музичні добірки, і швидко набула вірної аудиторії серед руандійської молоді, що згодом склала велику частину ополчення хуту Інтерахамве.
Стверджується, що бізнесмен Фелісьєн Кабуга брав активну участь у створенні і фінансуванні RTLMC, а також подібного за напрямом часопису Kangura. У 1993 році на нараді зі збору коштів для RTLMC, організованому Національним республіканським рухом за демократію і розвиток (очолюваним президентом Габ'яріманою), Фелісьян Кабуга нібито публічно визначив мету RTLMC як захист екстремістської ідеології «Сила хуту».
Вважається, що станція використовувала у своїй діяльності глибоку ворожість і забобони, властиві на той час багатьом хуту. Риторика ненависті транслювалася поряд з витонченим гумором і популярною музикою Заїру. Тутсі часто називалися «тарганами» (приклад: «Ви [тутсі] — таргани! Ми вб'ємо вас!»).
Критики стверджують, що уряд Руанди сприяв створенню RTLMC як «радіо ненависті», щоб обійти свої зобов'язання щодо заборони «шкідливої радіопропаганди», проголошені у Дар-ес-Саламському спільному комюніке в ООН у березні 1993 року. Проте, директор RTLMC Фердинанд Нахімана стверджував, що станція була заснована, перш за все, для протидії пропаганді з боку Радіо Махабура, яке належало опозиційному Руандійському патріотичному фронту.
У січні 1994 року станція передала повідомлення з жорсткою критикою командира UNAMIR Ромео Даллера за нездатність запобігти вбивству близько 50 осіб у демілітаризованій зоні ООН
Після того, як 6 квітня 1994 року був збитий приватний літак президента Габ'ярімани, RTLMC приєдналося до хору голосів, що звинуватили у катастрофі повстанців тутсі, й оголосила заклик до «останньої війни», щоб знищити тутсі. Кодовим словом було «вирубати високі дерева». Відразу після аварії RTLMC заграло класичну музику.

## Під час геноциду
Упродовж геноциду RTLMC розпалювало ненависть і насильство по відношенню до тутсі; хуту, які були за мирну угоду; хуту, які одружилися з тутсі; виступало за знищення всіх тутсі в Руанді. По радіо часто грали музику етнічного хуту Саймона Бікінді. У нього було дві пісні, Bene Sebahinzi (Сини батька фермерів) та Nanga Abahutu (Я ненавиджу хуту), які згодом були інтерпретовані як такі, що розпалюють ненависть і підбурюють до геноциду.
У 1994 році, вже після різанини, перші працівники з надання допомоги на місці події повідомили, що бачили сотні ледь одягнених тутсі, які бігли зі своїх сіл, притиснувши до вух транзисторні радіоприймачі.
Упродовж того, як розгортався геноцид, військові Сполучених Штатів розробили план глушіння передач RTLMC, але це так і не було реалізовано через дорожнечу операції і правові наслідки втручання в суверенітет Руанди.
Коли французькі війська увійшли в Руанду під час операції «Бірюза», яка декларативно призначалася для забезпечення безпекової зони біженцям від геноциду, RTLMC випустило трансляцію з Гісеньї з такими словами: «Жінки хуту, йдіть вимийтеся, одягніть гарні сукні для зустрічі наших французьких союзників. Жінки тутсі мертві, тому ви матимете шанс».
Коли в липні армія Руандійського патріотичного фронту з тутсі на чолі здобула контроль над країною, RTLMC втекло разом із біженцями хуту до Заїру, прихопивши з собою мобільне обладнання.

## Особи, пов'язані зі станцією
Валері Бемерікі
- Фелісьєн Кабуга, «генеральний директор-голова»[15] або «президент генеральної асамблеї всіх акціонерів»[16]
- Фердинанд Нахімана, директор
- Жан Боско Барайяґвіза, виконавчий директор
- Гаспар Гаігі, головний редактор
- Фока Хабімана, менеджер
- Жорж Руджу, ведучий
- Валері Бемерікі, ведуча
- Кантано Хабімана, ведучий (головна «зірка» радіо)
- Ноель Хітімана, ведучий
- Анані Нкурунзіза, політичний оглядач
- Бернар Мукінго, кореспондент[17].

## Наслідки
Дії Міжнародного кримінального трибуналу по Руанді проти RTLMC розпочалися 23 жовтня 2000 року. Під час його діяльності відповідачами були як співробітники «Вільного радіо тисячі пагорбів», так і головний редактор часопису Kangura Хасан Нґезі, який поділяв погляди керівництва RTLM.

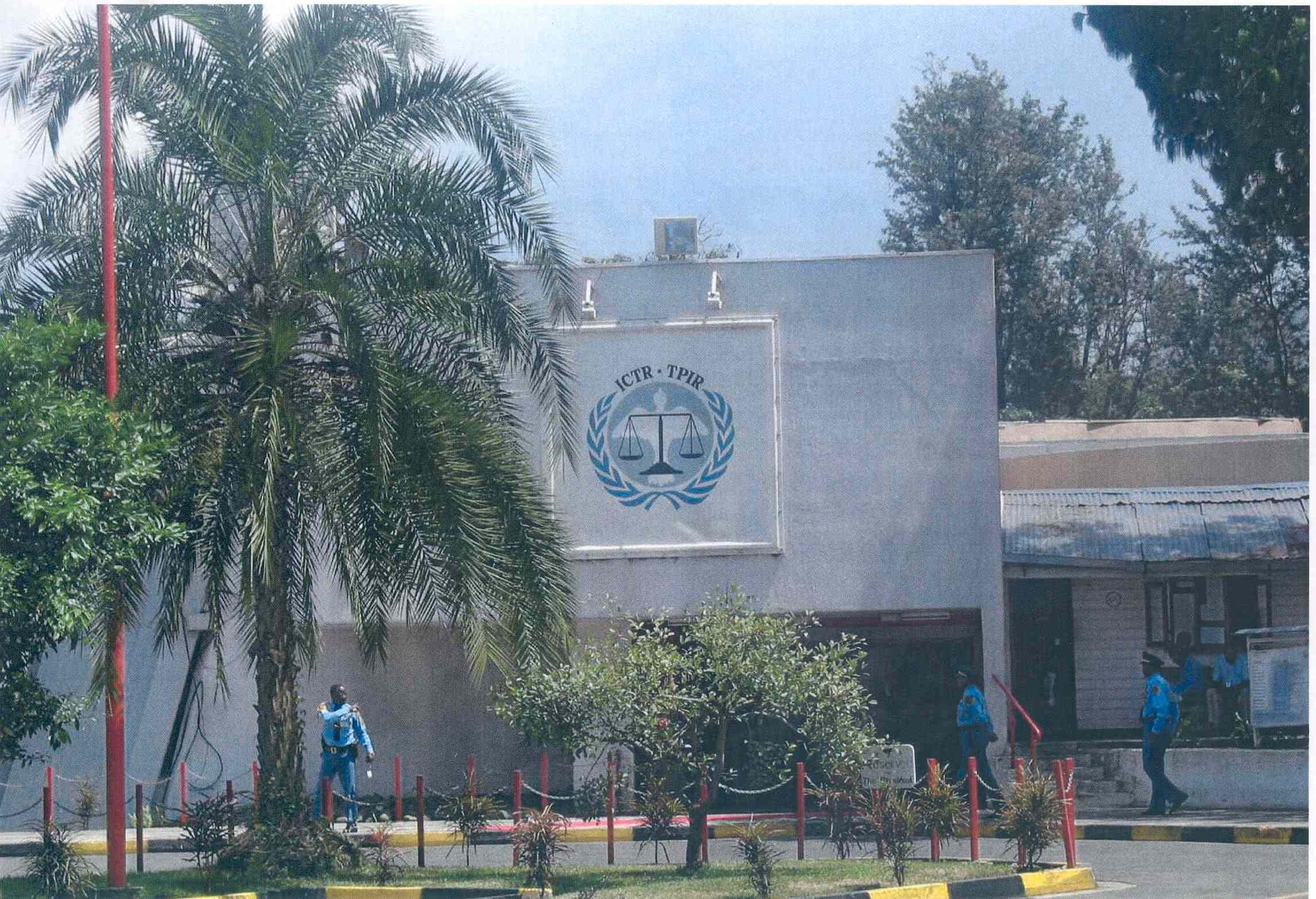
Трибунал ООН в Аруші

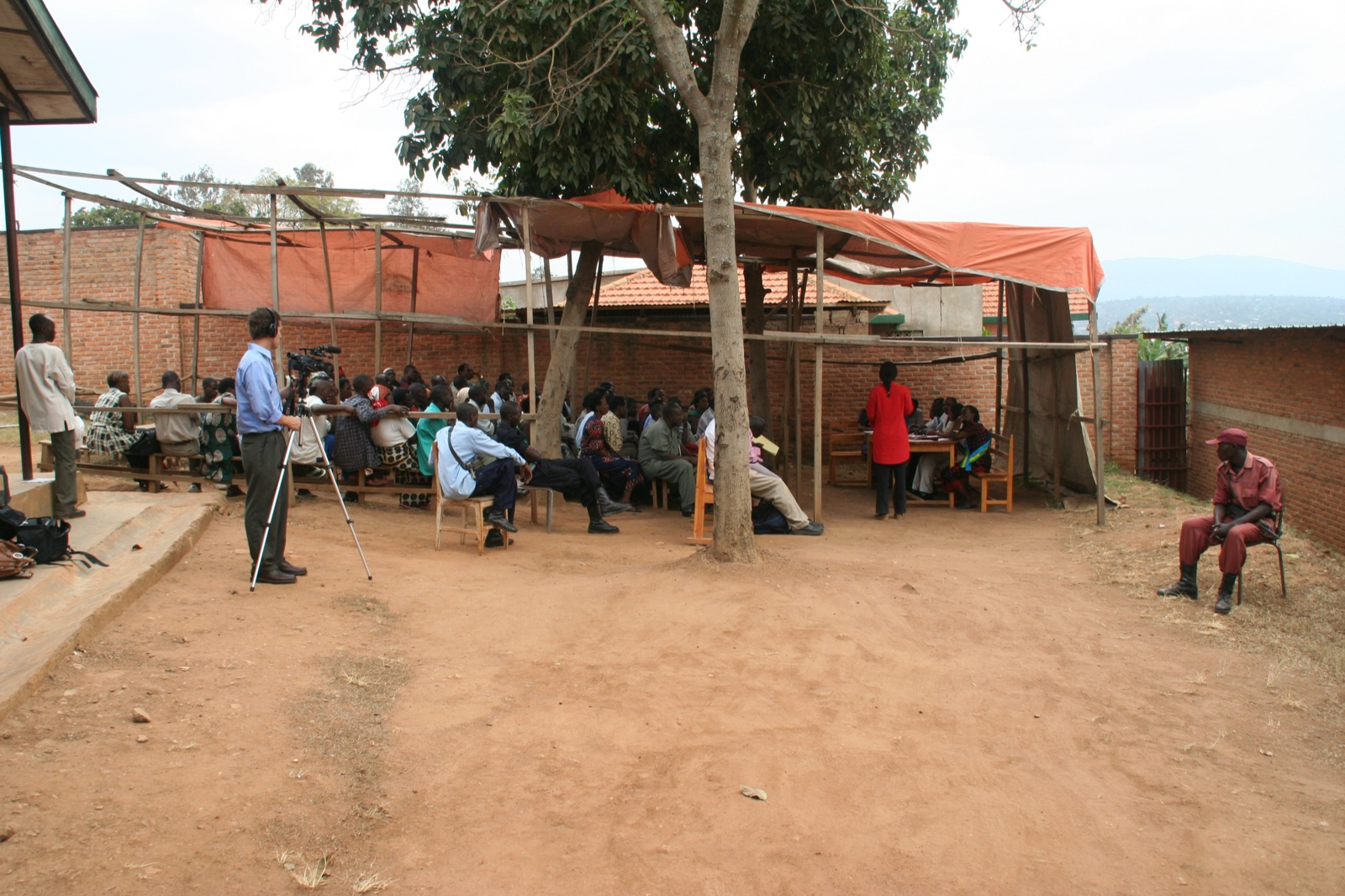
Суд Gacaca

Конкретними підрахунками впливу радіо на різанину між тутсі та хуту зайнявся доцент-економіст Гарвардського університету Девід Янаґізава-Дротт. Ґрунтуючись на фізичних законах поширення радіохвиль, він вивів наступну формулу. Оскільки в розпорядженні RTLM було два передавача — один в Кігалі, другий на гірському піку Муе, а Руанда геть уся покрита горами, то вони (гори) перекривають шлях радіосигналу. Тому в деяких селищах немає прийому, або ж покриття часткове. За допомогою карти рельєфу учений розрахував рівень сигналу в кожній точці країни. Виходячи з даних, скільки саме людей у кожному селищі було засуджено за геноцид, він виявив, що в зоні впевненого прийому радіо їх число було набагато більше, ніж у тих місцях, де сигналу не було. Таким чином, економіст публічно довів уплив радіопропаганди на виникнення різанини між тутсі та хуту.
19 серпня 2003 року трибуналу в Аруші було запропоновано засудити лідерів RTLMC Фердинанда Нахіману і Жана Боско Барайяґвізу до довічного ув'язнення. Їм були пред'явлені звинувачення в геноциді, підбурюванні до геноциду, і злочинах проти людяності як до, так і в період ворожнечі 1994 року.
3 грудня 2003 року суд визнав усіх трьох підсудних винними і засудив Нахіману і Нґезі до довічного ув'язнення, а Барайяґвізу до позбавлення волі строком на 35 років. Рішення апеляції, опубліковане 27 листопада 2007 року, скоротило терміни ув'язнення для всіх трьох — Нахімана отримує 30 років, Барайяґвіза — 32 і Нґезі — 35, при чому суд змінив обвинувачення за деякими пунктами.
Диктор RTLMC Валері Бемерікі втекла до Заїру, проте у 1999 її було заарештовано, а 14 грудня 2009 року вона була засуджена в Руанді громадським судом Gacaca до довічного ув'язнення за участь у розпалюванні актів геноциду.

## В культурі
Адаптовані (драматизовані) трансляції RTLMC звучать у кінофільмі «Готель «Руанда»».
У фільмі «Колись у квітні» брат головного героя є співробітником RTLMC. Конфлікт розвивається при спробі притягти до відповідальності радіокомпанію всупереч існуючим поняттям про свободу слова.
Фільм «Відстрілюючи собак» використовує записи з RTLMC.
Назва роману журналіста Нью-Йорк Таймс Білла Берклі, «Могили ще не повні» (англ. The Graves Are Not Yet Full), взята з відомої передачі RTLMC з Кігалі 1994 року: «Ви проминули деяких ворогів. Ви повинні повернутися туди і покінчити з ними. Могили ще не повні!».